# Leucogramma hypenoides
Leucogramma hypenoides là một loài bướm đêm trong họ Noctuidae.